# Guéckédou
Guéckédou es una localidad de la prefectura de Guéckédou en la región de Nzérékoré, Guinea, con una población censada en marzo de 2014 de 66 761 habitantes.
Se encuentra ubicada al sur del país, cerca de la frontera con Liberia y Sierra Leona.